# Bettainvillers
 Bettainvillers  es una comuna    y población de Francia, en la región de Champaña-Ardenas, departamento de Meurthe y Mosela, en el distrito de Briey y cantón de Audun-le-Roman.
Su población en el censo de 1999 era de 155 habitantes.
Está integrada en la Communauté de communes du Pays de Briey .

## Demografía
| 220 | 209 | 184 | 187 | 156 | 155 |
| Para los censos de 1962 a 1999 la población legal corresponde a la población sin duplicidades (Fuente: INSEE [Consultar]) |     |     |     |     |     |